# Кралски национален театър
Кралският национален театър (на английски: Royal National Theatre) в Лондон, известен и като Национален театър, е сред 3-те най-забележителни публично финансирани центрове за сценични изкуства в Обединеното кралство, заедно с Кралския Шекспиров театър и Кралската опера. По света е известен като Националния театър на Великобритания.
От основаването си през 1963 до 1976 г. компанията се намира в театър Олд Вик. Сегашната сграда е в непосредствена близост до бреговете на река Темза. Освен постановки в собствената си сграда, Националният театър организира турнета в други театри из Великобритания.
Разрешение за добавяне на „Кралския“ като част към името на театъра е дадено през 1988 г., но пълното име се използва много рядко. Театърът представя разнообразна програма, включваща Шекспир и други международни класически драми, както и нови пиеси от съвременни драматурзи. Всяка зала в театъра може да включва до три концерта в репертоара, като така се разширява броят на пиесите, които могат да се представят в рамките на един сезон.
През юни 2009 година програмата на Националния театър (НТ на живо) започва да се излъчва на живо в различни кина чрез сателит, първо във Великобритания, а след това и на международно ниво. Програмата започва с трагедията „Федра“ с участието на Хелън Мирън, която е излъчена на живо в 70 кина във Великобритания. Националният театър има изпълнения на живо, които са излъчвани на над 2500 места в 60 страни по света.
Националният театър има годишен оборот от около 105 милиона паунда за периода 2015 – 2016 г., от които приходите възлизат на до 75% (58% от продажби на билети, 5% от излъчвания на живо и дигитални продажби и 12% от търговски приходи, например от ресторанти, книжарници и т.н.). Поддръжката от Съвета на изкуствата на Англия е осигурила 17% от приходите.